# Cuerpo extraño (Cuando una mujer no quiere)
Cuerpo extraño (Cuando una mujer no quiere) es una película en blanco y negro de Argentina dirigida por Ricardo Alberto Defilippi sobre el guion de Enrique Lastrade que, producida en 1962, nunca fue estrenada comercialmente y que tuvo como protagonistas a Juan Carlos Barbieri, Delia Montero, Francisco de Paula y  Augusto Codecá.
Esta es la primera de las cuatro películas —incluida una coproducción con Brasil— que, dirigidas por Ricardo Alberto Defilippi, no llegaron a estrenarse comercialmente. 

## Reparto
- Juan Carlos Barbieri
- Delia Montero
- Francisco de Paula
- Augusto Codecá